# Markovac (żupania pożedzko-slawońska)
Markovac – wieś w Chorwacji, w żupanii pożedzko-slawońskiej, w gminie Velika. W 2011 roku liczyła 1 mieszkańca.